# Nguyễn Thị Loan (á hậu)
Nguyễn Thị Loan (sinh ngày 24 tháng 7 năm 1990 tại xã Bạch Bằng (Hồng Bạch, huyện Đông Hưng, Thái Bình, Việt Nam) là một người mẫu, diễn viên, á hậu, người Việt Nam. Cô giành danh hiệu Người đẹp Biển tại Hoa hậu Việt Nam 2010 và lọt vào Top 5 của cuộc thi. Sau khi đoạt ngôi vị Á hậu 2 của Hoa hậu các dân tộc Việt Nam 2013, cô tiếp tục tham gia nhiều cuộc thi khác như Hoa hậu Thế giới 2014, Hoa hậu Hòa bình Quốc tế 2016, Hoa hậu Hoàn vũ 2017. Cô hiện là Giám đốc Marketing một thương hiệu mỹ phẩm tự nhiên.
Nguyễn Thị Loan là cô gái đầu tiên ghi nhiều kỷ lục nhan sắc với thành tích Top 5 của 2 cuộc thi hoa hậu lớn nhất Việt Nam (Hoa hậu Việt Nam và Hoa hậu Hoàn vũ Việt Nam) và Á hậu 2 của cuộc thi cấp quốc gia Hoa hậu các dân tộc Việt Nam 2013.

## Tiểu sử và sự nghiệp
Sinh ra trong một gia đình nhà nông ở xã Hồng Châu, huyện Đông Hưng, Thái Bình, Nguyễn Thị Loan trải qua tuổi thơ êm đềm như nhiều đứa trẻ thôn quê khác. Cô thường giúp bố mẹ làm ruộng sau những buổi học. Năm học lớp 8, cô khăn gói lên Hà Nội gia nhập vào đội bóng chuyền trẻ thủ đô với vị trí chủ công. Loan được tham dự 4 giải thi đấu cấp thành phố cũng như quốc gia và từng giành huy chương đồng ở giải bóng chuyền thủ đô.
Thi đỗ vào khoa Kinh tế của Trường Đại học Thương mại, Loan chia tay nghiệp cầu thủ. Ít ai nghĩ cô gái mộc mạc, thậm chí là "quê mùa" này sẽ trở thành Á hậu.

## Sự nghiệp thời trang

### Trình diễn thời trang
| Năm  | Vị trí  | Show diễn                  | Bộ sưu tập | Nhà thiết kế | Chú thích |
| ---- | ------- | -------------------------- | ---------- | ------------ | --------- |
| 2017 | Vedette | Fashionology Festival 2017 | TBA        | Lê Ngọc Lâm  | [ 3 ]     |

## Sự nghiệp diễn xuất

### Phim truyền hình
| Năm  | Phim     | Kênh | Vai diễn             | Đạo diễn       | Nguồn |
| ---- | -------- | ---- | -------------------- | -------------- | ----- |
| 2022 | Bão ngầm | VTV1 | Ngọc Lan (Lan "thỏ") | Đinh Thái Thuỵ | [ 4 ] |

### Chương trình truyền hình
| Năm  | Chương trình      | Vai trò   | Kênh               | Tham khảo |
| ---- | ----------------- | --------- | ------------------ | --------- |
| 2019 | Phụ nữ quyền năng | Khách mời | Kênh Thuần Việt HD | [ 5 ]     |

## Sự nghiệp thể thao

### Câu lạc bộ
- Đội tuyển Bóng chuyền nữ Quân đội (2006 - 2007) - Chủ công

### Giải bóng chuyền
- Giải vô địch bóng chuyền trẻ toàn quốc 2006
- Giải vô địch bóng chuyền trẻ toàn quốc 2007
- Giải bóng chuyền A1
- Giải bóng chuyền Thủ đô

## Thành tích sắc đẹp
- Top 5 Hoa hậu Việt Nam 2010
  - Người đẹp Biển
- Á hậu 2 Hoa hậu các dân tộc Việt Nam 2013
- Top 25 (Hạng 12 chung cuộc)Hoa hậu Thế giới 2014
  - Top 29 Hoa hậu Thể thao (Đội Xanh lá)
  - Charity Gala (Nhóm 3)
- Top 5 Hoa hậu Hoàn vũ Việt Nam 2015
- Top 20 Hoa hậu Hòa bình Quốc tế 2016
  - Top 10 Trang phục dân tộc đẹp nhất
- Đại diện Việt Nam dự thi Hoa hậu Hoàn vũ 2017